# Пинеджем II
Пинеджем II — верховный жрец Амона в Фивах в Древнем Египте с 990 года до н. э. до 969 года до н. э. и фактический правитель Верхнего Египта.
Пинеджем был сыном верховного жреца Амона Менхеперра. Он был женат на своей сестре Исетемхеб, а также своей племяннице Несихонсу, дочери своего брата Смендеса II, впоследствии управлявшей Нубией.
Его детьми от Исетемхеб были: фараон Псусеннес II, певица Амона Харвебен, Божественная жена Амона Хенуттави; от Несихонсу он имел четырёх детей: двух сыновей, Тджанефера и Масахарту, и двух дочерей, Итави и Неситанебеташру.

## Гробница
Основная статья DB-320.
Пинеджем II умер около 969 года до н. э. и был похоронен в гробнице DB-320 в Дейр-эль-Бахри. В последующие несколько десятилетий, с целью уберечь от грабителей, в гробнице были спрятаны несколько десятков мумий фараонов и представителей знати предыдущих династий. Среди них были останки таких известных правителей, как Яхмос I, Тутмос III и Рамсес II.
Гробница была обнаружена в второй половине XIX века братьями Абд-аль-Рассулами, которые попытались использовать найденные древности в целях личного обогащения. «Официально» гробница была открыта экспедицией Эмиля Бургша в июле 1881 года.